# Багульний
Багу́льний (рос. Багульный) — селище у складі Чернишевського району Забайкальського краю, Росія. Входить до складу Комсомольського сільського поселення.

## Населення
Населення — 464 особи (2010; 573 у 2002).
Національний склад (станом на 2002 рік):
- росіяни — 98 %